# Tore Halvorsen
Tore Halvorsen (Tønsberg, 17 agosto 1935) è un ex calciatore norvegese, di ruolo centrocampista.

## Carriera

### Club
Halvorsen giocò con la maglia dell'Eik-Tønsberg.

### Nazionale
Conta 11 presenze per la Norvegia. Esordì il 22 maggio 1957, nella sconfitta per 1-2 contro la Bulgaria.